# Joseph Dahl

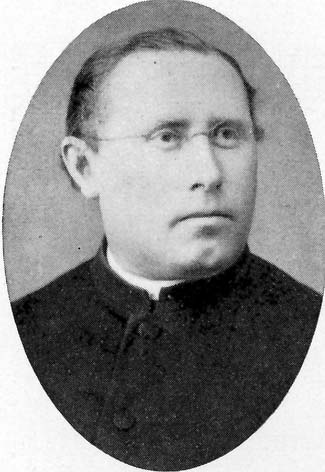
Generalvikar Joseph Dahl

Joseph Dahl (* 26. März 1838 in Frankenthal (Pfalz); † 24. Oktober 1917 in Speyer) war ein katholischer Priester, Domkapitular und Generalvikar der Diözese Speyer, Päpstlicher Hausprälat. Als Kapitularvikar leitete er zweimal die Diözese Speyer in den Sedisvakanz-Perioden von 1910 und 1917.

## Herkunft und Werdegang
Joseph Dahl, als Sohn eines Volksschullehrers geboren, besuchte in seiner Heimatstadt die Lateinschule, wechselte dann ans bischöfliche Konvikt und an das Gymnasium in Speyer. Er studierte Theologie in München und erhielt am 25. August 1861 in Speyer von Bischof Nikolaus von Weis die Priesterweihe.
Am 26. September gleichen Jahres stellte man ihn als Domkaplan an, am 28. November 1864 wurde er Gefängniskurat in Kaiserslautern. Vom 6. Oktober 1866 bis zum 2. März 1880 amtierte Dahl als Stadtpfarrer von St. Martin in Kaiserslautern, zusätzlich war er Dekan des Landkapitels und Distriktschulinspektor.
Laut Nachruf war Joseph Dahl Inhaber der deutschen Kriegsdenkmünze 1870/71 für Nichtkombattanten und erhielt deshalb später auch automatisch die Centenarmedaille zum 100. Geburtstag Kaiser Wilhelm I. Da er Inhaber der Kriegsdenkmünze für Nichtkombattanten war und die Kriegszeit 1870/71 in sein Wirken als Pfarrer in Kaiserslautern fällt, scheint er 1870/71 als Seelsorger oder Krankenpfleger zumindest kurzfristig in Frankreich geweilt zu haben. Ansonsten hätte er laut Statuten keinen Anspruch auf die Kriegsdenkmünze gehabt.
Er war Mitglied der katholischen Studentenverbindung KDStV Markomannia Würzburg.

## Domkapitular
Am 2. März 1880 ernannte ihn König Ludwig II. zum Domkapitular in Speyer. Am 9. Juli 1905 beförderte ihn Prinzregent Luitpold von Bayern zum Domdekan, mit Datum vom 5. Januar 1909 setzte ihn Papst Pius X. als Dompropst ein.
Als Mitglied des Domkapitels versah Joseph Dahl fast alle wichtigen Posten, zumeist jedoch nicht gleichzeitig. Er war Sekretär der bischöflichen Ordinariats und des Domkapitels, Rechner des Kathedralfonds, Kustos (Hüter) des Domes, Chronograph des Domkapitels, Referent für das Schulwesen, Superior des Klosters St. Magdalena in Speyer (Dominikanerinnen), Defensor Matrimonii, Direktor des Geistlichen Rates, Diözesanpräses der kath. Arbeitervereine, Vorstand des Diözesanwaisenhauses in Landstuhl und des Bonifatiusvereins im Bistum, Ehrenmitglied des Deutschen Vereins vom Hl. Land. Zwischen 1905 und 1917 diente er 3 Speyerer Bischöfen als Generalvikar, als Kapitularvikar leitete er zweimal die Diözese Speyer in den Sedisvakanz-Perioden von 1910 und 1917.
Am 21. Juni 1886 hielt Bischof Georg von Ehrler im Speyerer Dom ein Pontifikalrequiem für den im Starnberger See ertrunkenen König Ludwig II. Hierbei hielt Joseph Dahl die Trauerpredigt. Am 17. Mai 1889 starb die zum Katholizismus konvertierte Königinmutter Marie von Bayern. Beim Trauergottesdienst des Bischofs, am 22. Mai, fiel Domkapitular Dahl erneut die Aufgabe der Gedächtnispredigt zu.
Bischof Konrad von Busch berief Joseph Dahl 1905 zum Generalvikar, Bischof Michael von Faulhaber betraute ihn bei seinem Amtsantritt erneut mit diesem Amt und nach dessen Weggang 1917 tat der neue Bischof Ludwig Sebastian das Gleiche. In den Sedisvakanzperioden von 1910 (nach Buschs Tod) und 1917 (nach Faulhabers Wechsel nach München) leitete Domkapitular Dahl die Diözese Speyer als Kapitularvikar. In dieser Eigenschaft holte er 1910 den neu ernannten Bischof Faulhaber auf dem Bahnhof in Schifferstadt ab, 1917 Bischof Sebastian in Speyer.
Der Nachruf konstatiert, dass sein Tagewerk stets schon um 4 Uhr morgens begonnen habe. Nach dem Aufstehen pflegte er eine geistliche Betrachtung zu halten, um 5.45 Uhr zelebrierte er täglich die Frühmesse im Magdalenenkloster, um 7 Uhr fand er sich zum Chorgebet im Dom ein. Den Rest des Tages habe er grundsätzlich arbeitend an einem Stehpult verbracht. Er habe ein „sanquinisches Temperament“ gehabt, „mit einer Lebhaftigkeit, die ihm bei allen Arbeiten zu gute kam, die aufflammen aber sofort auch verzeihen konnte.“ Er sei eine Kämpfernatur gegen den Altkatholizismus und für die Erhaltung der Konfessionsschule, sowie ein regelmäßiger aktiver Teilnehmer an den Pfälzer Katholikentagen gewesen. Der Nachruf konstatiert weiter, im Alter wäre er gebückt gegangen und führt aus: „Menschen von seinem Körperbau sterben leicht am Schlagflusse. Tatsächlich sah man auch die Arteriensklerose an zerstörender Arbeit. Anfälle von Herzschwäche stellten sich von Zeit zu Zeit ein; bei einer solchen Synkope des Herzens erhielt er während einer Ordinariatssitzung die Hl. Ölung. Am 24. Oktober 1917 zelebrierte Prälat Dahl zum letzten Male, wohnte um 9 Uhr einem Requiem bei, besuchte nachmittags die Rosenkranzandacht und erwachte in der Nacht auf den 25. Oktober unter dem Abwehrdonner gegen die Flieger, die über den Dom hinweg nach Nordwesten feuerten. Kurze Zeit darauf nahm ihm ein Schlaganfall die Besinnung und der Greis verschied sanft nach Empfang der Hl. Ölung.“
Joseph Dahl wurde am 27. Oktober 1917 in der Domkapitelsgruft bestattet, König Ludwig III. sandte ein persönliches Kondolenztelegramm.
Dahl führte die päpstlichen Ehrentitel „Apostolischer Protonotar“ und „Päpstlicher Hausprälat“. Neben der Kriegsdenkmünze 1870/71 und der deshalb verliehenen Centenarmedaille, trug der Geistliche den Königlichen Verdienstorden vom Hl. Michael, III. Klasse, das Ehrenkreuz des bayerischen Ludwigsordens, sowie das König Ludwig Kreuz für Heimatverdienste im Ersten Weltkrieg. Dahl hatte auch eine Wallfahrt ins Hl. Land unternommen und mehrere europäische Länder bereist.

## Werke
- „Der Stadtrat zu Speyer und die Klosterschulen“, Joseph Dahl, Speyer, 1912.